# Рајнер Бонхоф
Рајнер Бонхоф (29. март 1952) бивши је немачки фудбалер.

## Биографија
Дебитовао је 1970. године за први тим Борусије из Менхенгладбаха, у којем је провео осам сезона, одиграо 231 утакмицу у првенству. Већину времена проведеног у Борусији био је стандардни првотимац. Био је познат по снажним слободним ударцима и дугим и прецизним центаршутевима.
Током периода 1978-1980 бранио је боје шпанске Валенсије. За то време освојио је трофеј победника Шпанског фудбалског купа и постао победник Купа победника купова 1980.
Од 1980. године играо је за Келн. Наредне три сезоне играчке каријере наступао је за клуб из Келна. Са екипом је освојио Куп Њемачке у сезони 1982/83.
Професионалну играчку каријеру завршио је у берлинској Херти, за коју је наступио 1983. године.
Године 1972. дебитовао је у званичним утакмицама у саставу репрезентације Западне Немачке. Током каријере у националном тиму, одиграо је 53 утакмице и постигао 9 голова.
У саставу репрезентације учествовао је на Европском првенству 1972. у Белгији, те године освојио титулу првака континента. Играо је на Светском првенству у Немачкој 1974. године, те године освојио титулу светског првака. Потом је играо Европско првенство у Југославији 1976, где је заједно са екипом освојио „сребро“. Играо је и на Светском првенству 1978. у Аргентини. Био је члан тима на Европском првенству 1980. у Италији, где су Немци освојили другу титулу првака Европе.

## Успеси
Борусија Менхенгладбах
- Бундеслига: 1970/71, 1974/75, 1975/76, 1976/77.
- Куп Њемачке: 1972/73.
- Куп УЕФА: 1974/75.

Валенсија
- Куп краља: 1978/79.
- Куп победника купова: 1979/80.

Келн
- Куп Њемачке: 1982/83.

Западна Немачка
- Светско првенство: 1974. Западна Немачка.
- Европско првенство: 1972. Белгија.
- Европско првенство: 1980. Италија.
- Европско првенство: друго место 1976. Југославија.

Индивидуални
- Кикеров најбољи тим Бундеслиге: 1973/74, 1976/77, 1977/78.[2][3][4]
- Уврштен у најбољи тим Европског првенства: 1976.
- Гол године у Немачкој: 1978.[5]